# Мариногорка
Мариногорка (каз. Мариногорка) — село в Самарском районе Восточно-Казахстанской области Казахстана. Административный центр Мариногорского сельского округа. Код КАТО — 635053100.

## Население
В 1999 году население села составляло 1017 человек (488 мужчин и 529 женщин). По данным переписи 2009 года, в селе проживало 666 человек (325 мужчин и 341 женщина).